# Newton (eenheid)
De newton (symbool N) is de SI-eenheid van kracht. De eenheid newton is gedefinieerd als de kracht die een massa van 1 kilogram een versnelling van 1 m/s² geeft:
{\displaystyle \mathrm {1\,N=1\,{\frac {kg\cdot m}{s^{2}}}} }
De newton is genoemd naar Isaac Newton. Het is een afgeleide eenheid, die zelf uit te drukken is in de basiseenheden.
Een massa van 1 kg ondervindt op aarde op de breedtegraad van Nederland en België op zeeniveau een zwaartekracht van ongeveer 9,81 newton. Aan de polen is dit 9,83 N en aan de evenaar 9,78 N. In het dagelijks leven wordt dit soms afgerond op 10 newton.